# Lac Blue Ridge
Pour les articles homonymes, voir Lac Ridge.
Le lac Blue Ridge (en anglais : Lake Blue Ridge) est un lac de barrage américain dans le comté de Fannin, en Géorgie. Il est situé à 515 mètres d'altitude au sein de la forêt nationale de Chattahoochee-Oconee.